# Sprachstil
Sprachstil ist ein Begriff, der eine ganze Palette verschiedener Bedeutungen vertritt. Bezogen auf das Sprechen und Schreiben wird er mit Stil gleichgesetzt: Theodor Lewandowski (1985) gibt „Stil“ als Synonym für Sprachstil an. Im Duden. Das große Wörterbuch der deutschen Sprache in der zweiten Auflage, 1995, steht beim Stichwort Sprachstil lediglich der Verweis „siehe Stil“. Der Ausdruck Sprachstil wird zur Absetzung allgemeiner Stilbegriffe von angrenzenden Fächern und Bereichen (z. B. der Architektur, der Kunst, der Musik, des Verhaltens) verwendet.
Willy Sanders (1973) verwendet Sprachstil im Sinne von allgemeiner Sprachstil sowie als Oberbegriff für alle Stilarten gesprochener und geschriebener Sprache. In diesem Fall ist der literarische Stil eine Ausprägung möglicher Sprachstile. Er definiert Sprachstil derart, dass dieser aus den Teilbereichen Kunstsprachstil – Gebrauchssprachstil – Alltagssprachstil bestehe.